# John Wesley
John Wesley (29 tháng 6 năm 1703 – 2 tháng 3 năm 1791) là Mục sư Anh giáo, nhà thần học, nhà thuyết giáo, và là người khởi phát Phong trào Giám Lý. Có ba thời điểm được xem là những dấu mốc trong thời kỳ tiên khởi của Phong trào Giám Lý: tại Đại học Oxford với sự kiện thành lập "Câu lạc bộ Thánh"; tại Savannah, Georgia, Mỹ, khi John Wesley phục vụ giáo sở ở đó; và tại Luân Đôn sau khi Wesley quay về Anh. Phong trào được định hình trong những năm đầu thập niên 1740 khi Wesley, cùng những đồng sự như George Whitefield, bắt đầu dong ruổi khắp nơi để rao giảng phúc âm với phong cách mới, và thành lập các hội đoàn tôn giáo quy tụ những tân tín hữu. Lần đầu tiên nước Anh chứng kiến sự phát triển nhanh và lan tỏa mạnh của một phong trào tôn giáo có khuynh hướng Tin Lành. Liên hiệp (connection) Giám Lý do Wesley thành lập nối kết các hội đoàn Giám Lý trên khắp xứ Anh, Scotland, Wales, và Ireland trước khi lan tỏa đến các nước nói tiếng Anh khác, rồi phát triển trên khắp thế giới.
Những tín hữu Giám Lý, dưới sự lãnh đạo của Wesley, đảm trách vai trò lãnh đạo trong các cuộc vận động cho lý tưởng công bằng xã hội như các phong trào bãi nô, và cải cách nhà tù. Những đóng góp của Wesley trong lĩnh vực thần học tập trung vào việc hòa hợp những khuynh hướng thần học khác nhau. Thành quả lớn nhất của ông là cổ xúy cho điều ông gọi là "Sự Toàn hảo Cơ Đốc", hoặc sự thánh khiết trong tâm hồn và trong đời sống. Ông nhấn mạnh rằng, ngay trong đời này, người tín hữu Cơ Đốc có thể đạt đến sự trưởng thành tâm linh, khi tình yêu của Thiên Chúa, hoặc tình yêu trọn vẹn, chế ngự tâm hồn người ấy. Nền thần học Tin Lành của Wesley, nhất là sự am tường về tình trạng toàn hảo Cơ Đốc, lập nền vững chãi trên nền thần học thánh lễ. Ông tiếp tục nhấn mạnh đến ý nghĩa của các phương tiện ân điển như sự cầu nguyện, Kinh Thánh, tu dưỡng tâm linh, Tiệc Thánh... như là những phương tiện chuyển tải ân điển của Thiên Chúa đến con dân Ngài. Dù vẫn trung thành với Giáo hội Anh đến cuối đời, và thường nhấn mạnh rằng Phong trào Giám Lý chỉ nên phát triển bên trong giáo hội Anh, chính những sáng kiến mang tính đột phá của Wesley về cấu trúc và chính sách của hội thánh đã đặt ông vào thế đối nghịch với giáo hội. Tuy nhiên, suốt đời minh, Wesley vẫn giành được sự tôn trọng rộng rãi trong Giáo hội Anh.
Trong danh sách 100 người Anh vĩ đại nhất thuộc mọi thời đại do BBC thực hiện năm 2002, John Wesley được chọn vào vị trí thứ 50.

## Tuổi trẻ

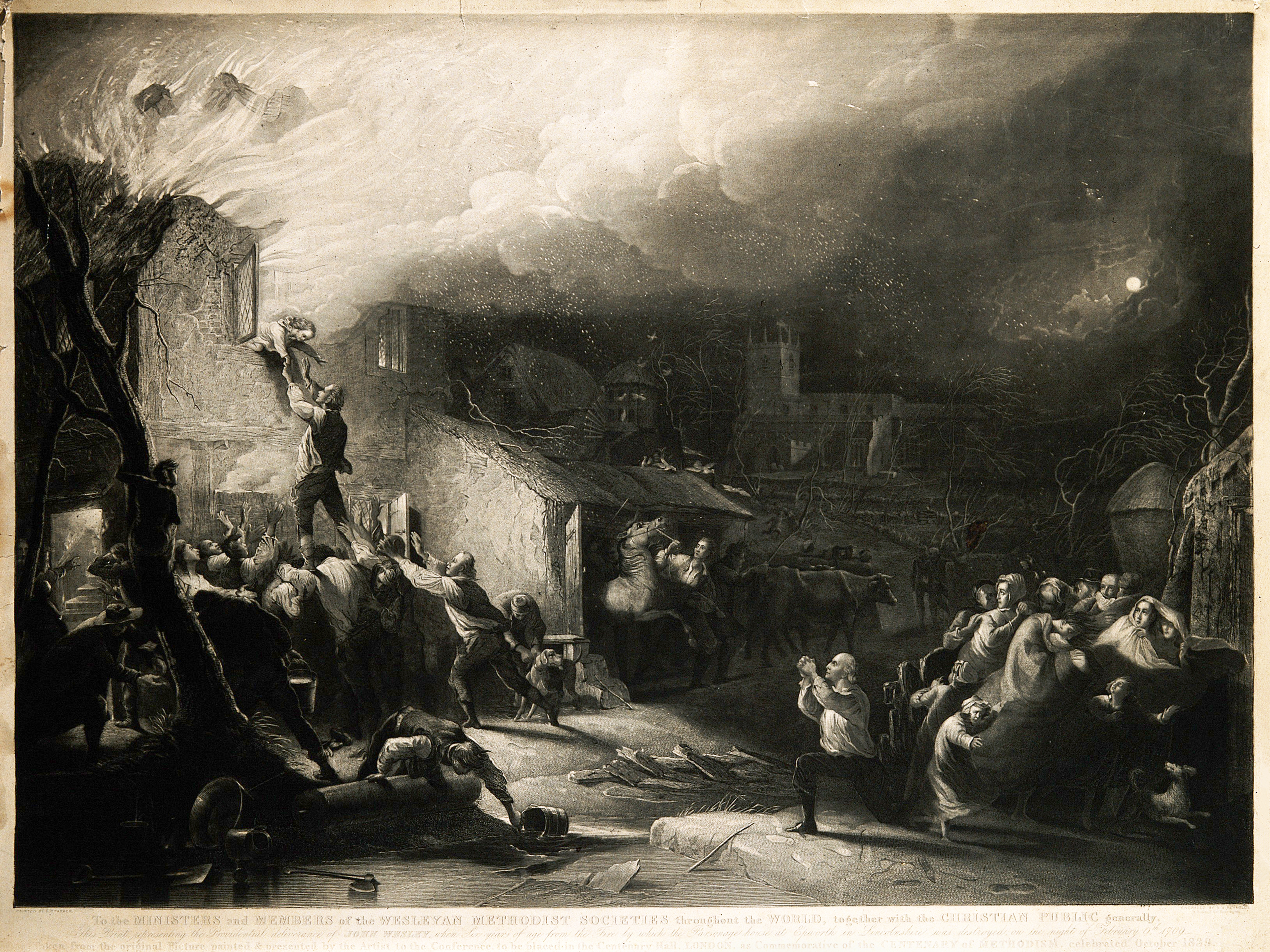
ㅤㅤㅤㅤㅤㅤ

Gia đình Wesley thuộc dòng dõi người Saxon cổ, truy nguyên đến thời trị vì của vua Athelstan của Anh (924–939), khi Guy Wesley, hay Wellesley, là một võ quan hầu cận nhà vua. John Wesley là con trai của Samuel Wesley. Samuel tốt nghiệp Đại học Oxford và là mục sư thuộc Giáo hội Anh. Samuel kết hôn năm 1689 với Susannah, con gái thứ hai mươi bốn của Tiến sĩ Samuel Annesley, và chính bà cũng là mẹ của mười chín người con. Năm 1696 Samuel Wesley được bổ nhiệm làm quản nhiệm nhà thờ Epworth, tại đây John Wesley, người con thứ mười lăm của gia đình Wesley chào đời. Ông nhận lễ báp têm với tên John Benjamin Wesley nhưng không hề dùng đến tên lót Benjamin của mình.
Ông được cứu sống vào lúc sáu tuổi khi tư thất mục sư bị hoả hoạn. Lần sống sót này đã để lại ấn tượng sâu đậm trong tâm trí ông. John đã miêu tả về mình lúc ấy "như một thanh củi được rút ra khỏi đống lửa". Từ đó, ông kể mình như là đứa con của Ân sủng.
Cậu bé John tiếp nhận giáo dục ban đầu từ người mẹ. Đến năm 1713, cậu được gởi đến trường Charterhouse tại Luân Đôn. Tại đó cậu học hành chăm chỉ, có phương pháp và (trong một thời gian) tỏ ra mộ đạo theo như cách cậu đã được dưỡng dục khi còn sống với gia đình. Năm 1720, John theo học tại trường Christ Church thuộc Đại học Oxford. Tại đây ông nhận văn bằng thạc sĩ vào năm 1727. Năm 1725 ông được phong chức chấp sự (một chức vụ trong Anh giáo chuẩn bị cho chức vụ mục sư), năm sau ông được bầu làm ủy viên (fellow) tại trường Lincoln cũng thuộc viện đại học Oxford. Ông đến làm phụ tá tại giáo xứ của cha ông trong hai năm. Sau đó ông trở lại Oxford.

## Tại Oxford và Georgia

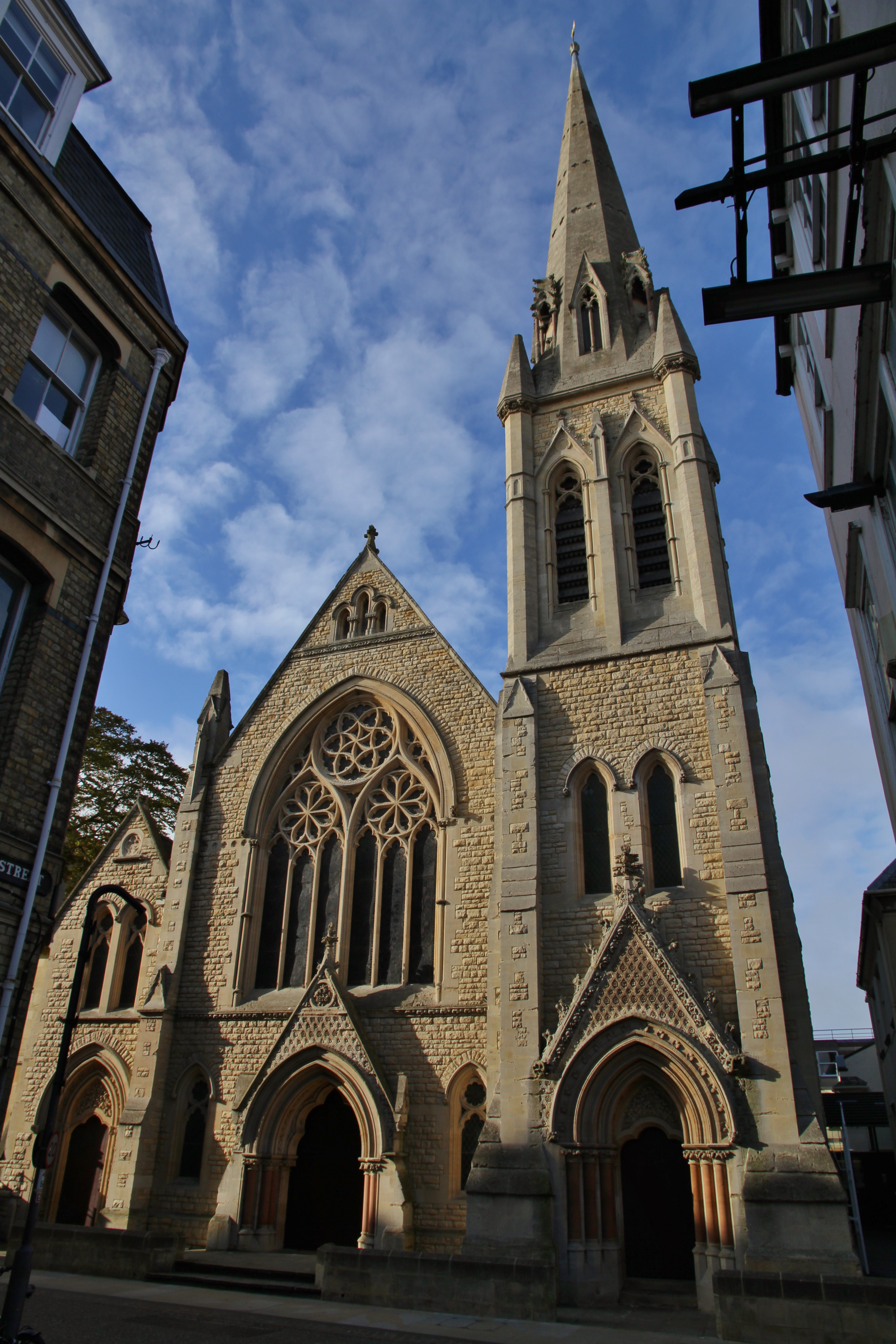
Nhà thờ Tưởng niệm Wesley, tại Oxford, John và Charles Wesley từng theo học tại đây

Thời điểm trở lại Oxford của John Wesley đánh dấu sự khởi đầu của Phong trào Giám Lý (Methodism) vào lúc "câu lạc bộ thánh" nổi tiếng được thành lập bởi Charles Wesley, em trai ông, cùng một vài người bạn. Khi ấy, họ bị mọi người chế giễu bằng cách gọi họ là "Methodists" (Những kẻ chuộng phương pháp) do thói quen sống và làm việc theo phương pháp của họ.
Suốt thời thơ ấu, John đã có những trải nghiệm tôn giáo sâu sắc. Theo Tyerman, người viết tiểu sử của ông, Wesley đã đến trường Charterhouse như một ông thánh, nhưng rồi bắt đầu xao lãng các bổn phận tôn giáo và rời trường như một kẻ tội lỗi. Tuy nhiên, trong năm được phong chức, ông đọc các tác phẩm của Thomas a Kempis và Jeremy Taylor, bắt đầu tìm kiếm các chân lý tôn giáo sau này lập nền cho cuộc phục hưng rộng lớn vào thế kỷ 18. Các tác phẩm Christian Perfection (Sự Toàn hảo Cơ Đốc) và Serious Call (Lời Kêu gọi thiết tha) của Law giúp Wesley có nhận thức mới và sâu sắc về luật pháp của Thiên Chúa. Từ đó ông quyết tâm tuân giữ luật pháp của Thiên Chúa, từ tấm lòng đến hành động, hết sức tận tụy và thành kính, tin rằng với lòng thuận phục ông sẽ được cứu rỗi. Ông theo đuổi cuộc sống khắc kỷ được hoạch định chặt chẽ, siêng năng nghiên cứu Kinh Thánh, chuyên cần thực hành các bổn phận tôn giáo và sốt sắng làm các việc lành. Ông hiến mình cho cuộc đời sùng kính.
Vào năm 1735, khi Thống đốc James Oglethorpe cần một "mục sư xem thường xa hoa và cuộc sống tiện nghi, quen với sự khổ hạnh và cuộc sống nghiêm túc" đến khu định cư Georgia, Mỹ, Wesley đáp lời và cùng em trai, Charles, đến sống tại đây trong hai năm trước khi trở lại Anh Quốc năm 1738.
Trong chuyến đi tới Georgia, Wesley có cơ hội tiếp xúc, và phát triển mối quan hệ với các tín hữu Moravia, một giáo phái có nguồn gốc từ những nỗ lực cải cách của Jan Hus vào thế kỷ 15. Ngay giữa lúc con tàu đang bị vùi dập trong bão tố trên Đại Tây Dương, những người Moravia vẫn giữ được bình tĩnh, và cùng nhau hát thánh ca. Điều này gây ấn tượng mạnh trên Wesley. Chính những điều Wesley học hỏi được khi tiếp xúc với các tín hữu Moravia và với nhà lãnh đạo giáo hội, Zinzendorf, cũng như nền thần học Arminius nói chung, đã ảnh hưởng sâu đậm trên đời sống và quan điểm thần học của Wesley.
Tại vùng đất mới, ông trải qua một mối tình bất hạnh và một sứ mạng thất bại (truyền bá Phúc âm cho người bản xứ và sâu nhiệm hoá đời sống tôn giáo cho người định cư). Quan điểm nặng về nghi thức cũng như thái độ nghiêm khắc của ông khi hành xử quyền hạn của một chức sắc giáo hội đã gây phản cảm trong vòng dân định cư. Ông rời khỏi Georgia trong sự chỉ trích cay độc của giáo dân.

## Khởi phát cuộc phục hưng
Những trải nghiệm tâm linh của Wesley là yếu tố then chốt quyết định toàn bộ sự nghiệp của ông. Trong suốt mười năm, ông đã tranh chiến với bản thân chống lại các loại cám dỗ, nỗ lực tuân giữ luật của Phúc âm, nhưng, như ông thuật lại, không làm sao thoát khỏi vòng vây của tội lỗi, cũng không tìm thấy được lời chứng của Chúa Thánh Linh, bởi vì ông đã tìm kiếm, không phải bởi đức tin, nhưng bởi nỗ lực bản thân muốn tuân giữ luật pháp.
Wesley trở về Anh trong tâm trạng chán chường. Tuy nhiên, mối quan hệ của Wesley với các tín hữu Moravia hình thành từ chuyến đi đến Georgia khiến ông quay trở lại tra vấn mình về những trải nghiệm tâm linh, và tìm kiếm niềm xác tín vững chắc về sự cứu rỗi ông nhận thấy ở những tín hữu Moravia mà bản thân ông chưa hề trải nghiệm. Ông nhận ra rằng đức tin thật phải được gắn kết chặt chẽ với sự cảm nhận chắc chắn đã được tha thứ tội lỗi. Wesley đã trải nghiệm đức tin này vào ngày 24 tháng 5 năm 1738 khi ông đến dự một buổi cầu nguyện với một nhóm tín hữu Moravia tại đường Aldersgate, Luân Đôn. Khi đang lắng nghe một người đọc Lời dẫn nhập giải nghĩa Thư tín La mã của Martin Luther giảng giải về bản chất của đức tin và sự xưng công chính bởi đức tin, ông thuật lại: "Tôi cảm thấy lòng mình nồng ấm lạ thường. Tôi cảm biết mình thật sự tin cậy Chúa Cơ Đốc, chỉ mình Ngài mà thôi, để được cứu rỗi, và nhận biết chắc chắn rằng tôi đã được giải thoát khỏi mọi tội lỗi". Trải nghiệm này đã làm thay đổi triệt để con người và phương pháp truyền bá phúc âm của Wesley. Từ đây, Wesley không ngừng giảng dạy về tầm quan trọng của đức tin để được cứu rỗi, và lời chứng của Chúa Thánh Linh trong lòng tín hữu, xác định rõ ràng rằng họ là con dân Thiên Chúa. Cho đến ngày nay, ngày 24 tháng 5 được kỷ niệm trong cộng đồng Giám Lý là Ngày Aldersgate.
Một người bạn của ông khi còn theo học tại Oxford, George Whitefield, từ Mỹ trở về và khi thấy mình bị các nhà thờ tại Bristol tẩy chay, liền tìm đến các thôn xóm lân cận với Kingswood, và khởi sự thuyết giảng ngoài trời cho các công nhân hầm mỏ, một việc chưa ai làm vào thời đó. Vốn quen với các lề thói của truyền thống Anh giáo trọng nghi thức, lúc đầu Wesley tỏ ra e ngại với cung cách thuyết giáo này, Song, các buổi thuyết giáo ngoài trời rất thành công, giúp thuyết phục nhiều người đến với đức tin Cơ Đốc. Wesley quyết định đi theo bước chân của bạn và bắt đầu thuyết giảng tại một địa điểm gần Bristol, một ngày vào tháng 4 năm 1739. Từ đó, ông sẵn lòng thuyết giáo tại bất cứ nơi nào có người muốn nghe Phúc âm. Tuy nhiên, trong suốt năm mươi năm Wesley vẫn kiên trì tìm kiếm cơ hội thuyết giảng tại các nhà thờ Anh giáo trong khi hằng ngày vẫn tiếp tục giảng dạy ngoài đồng ruộng, trong nhà kho, nhà của nông dân, các nhà nguyện khi nhà thờ khước từ ông. Cũng trong năm này, khi số người theo ông trở nên đông đảo, ông buộc phải tổ chức họ vào một hội đoàn độc lập. Ông viết, "Thế đó, không hề có dự tính trước, Hội Giám Lý tại Anh Quốc đã được hình thành". Nhiều hội đoàn tương tự cũng được thành lập tại Bristol và Kingswood.

## Bách hại, khuyến khích tín hữu thuyết giảng

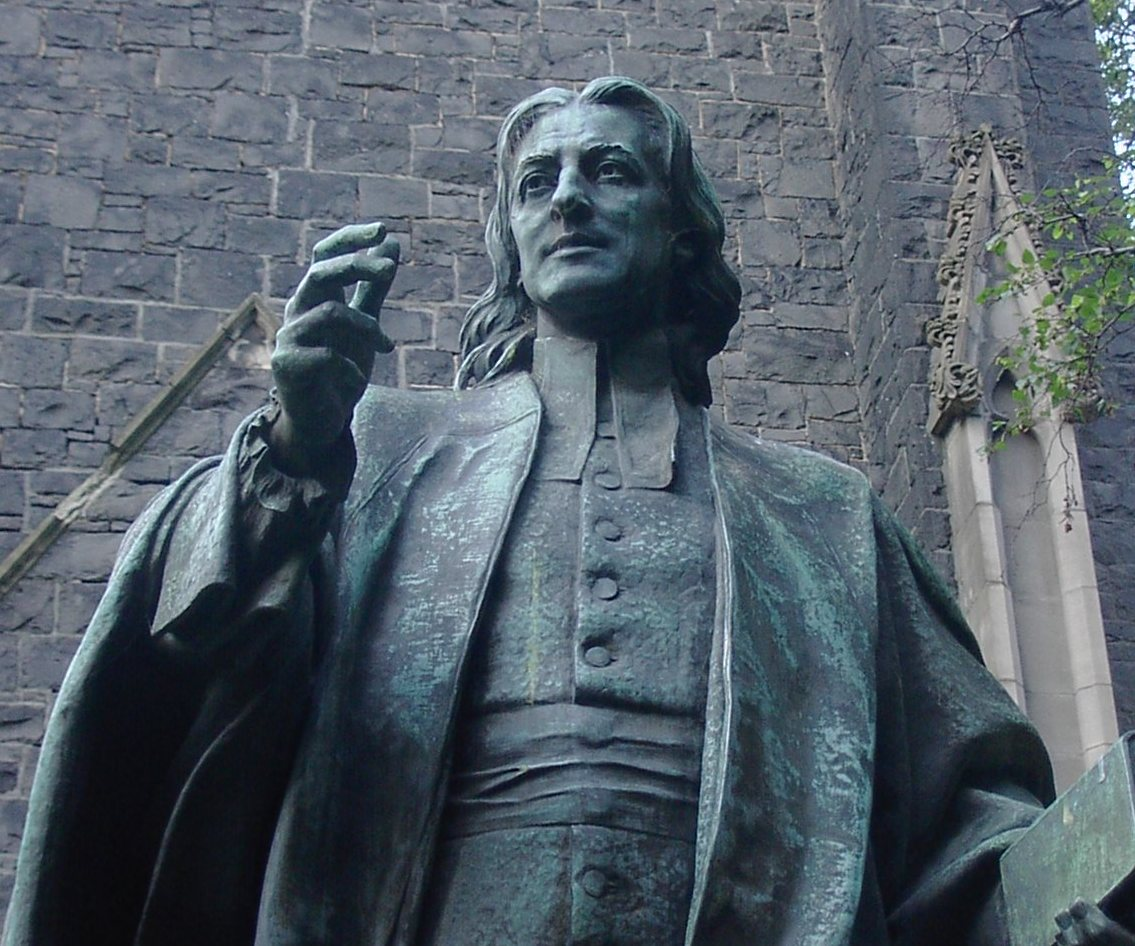
Tượng John Wesley bên ngoài Nhà thờ Wesley, Melbourne, Úc.

Từ đó, chức sắc Giáo hội Anh và viên chức chính quyền bắt đầu gây khó khăn cho Wesley và những người theo phong trào Giám Lý. Họ đả kích các bài giảng của ông, tranh luận về thần học, cáo buộc ông là cuồng tín và dẫn dụ giáo dân vào con đường lầm lạc. Wesley và các bạn hữu vẫn thường bị tấn công bởi những đám đông bị khích động. Ngược lại, Wesley nhận thấy giáo hội thất bại trong sứ mạng kêu gọi tội nhân hối cải, giới tăng lữ trở nên thối nát và nhiều linh hồn bị hư mất vì hội thánh đã đánh mất khả năng dẫn dắt tội nhân đến sự cứu rỗi. Ông nhận biết mình được Thiên Chúa sai đi tìm kiếm và nhắc nhở người khác về tội lỗi, vì vậy, không trở ngại nào có thể thắng hơn sự thôi thúc thần thượng và thẩm quyền của sứ mạng ông nhận lãnh.
Nhận biết rằng ông và một số ít mục sư đang cộng tác với ông không thể thuyết giảng cho số đông đang muốn nghe Phúc âm, vào năm 1739 Wesley tin rằng cần phải khuyến khích tín hữu chia sẻ công tác thuyết giáo. Ông khởi sự chọn lựa những người chưa được thụ phong, đào tạo và cử họ đi ra giảng dạy và thi hành mục vụ. Đó là điều hoàn toàn mới vào thời ấy, và cũng là một thành công lớn của Phong trào Giám Lý.

## Phong chức
Khi phong trào phát triển, con số các hội đoàn gia tăng và hệ thống tổ chức ngày càng hoàn chỉnh thì sự bất đồng giữa Wesley và Giáo hội Anh cũng lớn dần. Dù bị áp lực từ những người theo ông, Wesley và đặc biệt là em ông, Charles, vẫn không muốn rời bỏ giáo hội. Ông nói "Chúng ta không nên cử hành lễ Báp têm và Tiệc Thánh mà không có sự uỷ nhiệm của một Giám mục được tấn phong theo quyền kế thừa tông đồ".
Tuy nhiên, vào năm sau khi nghiên cứu về hội thánh trong thời kỳ sơ khai ông chịu thuyết phục rằng quyền kế thừa tông đồ (apostolic succession) chỉ là một trong những phát kiến sau này, ông cũng nhận thấy rằng Chúa Giê-xu và các tông đồ không hề chỉ định bất kỳ thể chế nào cho việc tổ chức hội thánh.
Trong khi đó, Phong trào Giám Lý phát triển mạnh tại Hoa Kỳ và nhu cầu mục sư tại đó trở nên cấp thiết. Khi Giám mục Luân Đôn từ chối phong chức mục sư cho hội thánh tại Mỹ thì Wesley quyết định làm điều này. Ông phong chức cho các mục sư đang hoạt động tại Scotland, Anh và Mỹ. Ông cũng phong chức bằng cách đặt tay cho Thomas Coke và Francis Asbury, hai nhận vật đóng vai trò mấu chốt trong việc thành lập và phát triển Giáo hội Giám Lý tại Mỹ.

## Con người và sự nghiệp

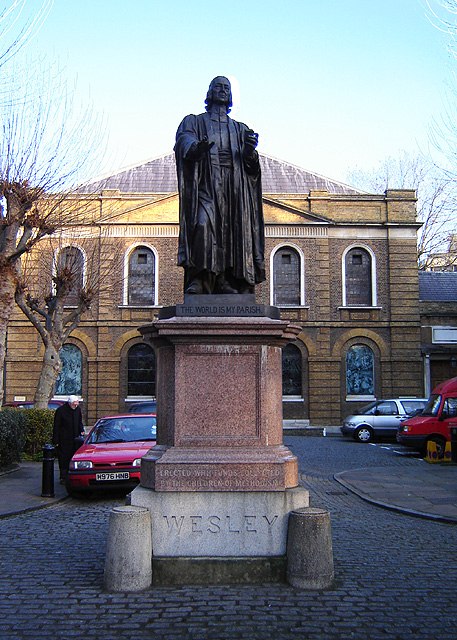
Tượng John Wesley tại Luân Đôn, tháng 1 năm 2006

Wesley thích tranh luận, ông tiêu tốn nhiều công sức vào các cuộc bút chiến chống Thần học Calvin. Wesley giảng dạy Thần học Arminius đã dung hoà, đôi khi được gọi là thuyết Arminius Tin Lành (Evangelical Arminianism), theo đó con người được dành nhiều chỗ hơn khi chọn lựa sự cứu rỗi ban cho từ Thiên Chúa. Trong các bài giảng và thư tín của mình, Wesley thường tập chú vào ân điển tiên kiến (prevenient grace), trải nghiệm quy đạo của mỗi cá nhân, lời chứng của Chúa Thánh Linh và sự thánh hoá. Ông định nghĩa lời chứng của Chúa Thánh Linh là "ấn tượng sâu kín bên trong linh hồn các tín hữu, bởi đó Linh của Thiên Chúa chứng thực trực tiếp với họ rằng họ là con cái của Thiên Chúa". Về trải nghiệm thánh hoá, ông dạy rằng bởi đức tin có thể nhận lãnh sự thánh hoá, giữa thời điểm được xưng công chính và cái chết. Được thánh hoá không có nghĩa là hoàn toàn không phạm tội, nhưng Wesley tin rằng người có tình yêu thương toàn hảo sẽ thắng hơn tội lỗi.
Wesley đi nhiều nơi và đi liên tục, thường là trên lưng ngựa để có thể thuyết giảng mỗi ngày hai hoặc ba lần. Wesley là một nhà thuyết giáo có sức thuyết phục mãnh liệt, các buổi truyền bá phúc âm ngoài trời của ông thường có đông đảo người đến tham dự. Tâm linh của nhiều người trong số họ được đánh thức; trong nước mắt họ nhận thức được số phận khủng khiếp của tội nhân trong cơn thịnh nộ của Thiên Chúa, rồi cảm nhận sự vui mừng và bình an khi tiếp nhận ân điển sau khi trải nghiệm sự ăn năn.
Ông thành lập nhiều hội đoàn Giám Lý, khánh thành nhiều nhà nguyện, sát hạnh và bổ chức các truyền đạo tình nguyện, duy trì kỷ luật trong hội thánh, gây quỹ cho trường học, nhà nguyện và các tổ chức từ thiện, thăm người bệnh; ông cũng viết nhiều bài luận giải Kinh Thánh và các loại sách tôn giáo, tranh luận về thần học và trao đổi thư tín với nhiều người. Trong suốt cuộc đời mục vụ, ông đã đi hơn 250.000 dặm và thuyết giảng hơn 40.000 lần.
Các tác phẩm ông viết, dịch hay biên tập vượt quá con số 200, bao gồm bài giảng, giải nghĩa Kinh Thánh, các bài thánh ca... Được trả ít nhất là 20.000 bảng Anh cho tiền tác quyền nhưng ông chỉ dùng một ít cho mình, phần còn lại ông sử dụng cho các công việc từ thiện. Ông sống cuộc đời thanh bạch và khi chết không còn tài sản gì để lại. Ông thức dậy vào lúc 4 giờ mỗi sáng và không chịu để thì giờ trôi qua trong nhàn rỗi.
Thấp hơn trung bình nhưng cân đối và mạnh mẽ, với đôi mắt sáng và gương mặt trông trí thức và thánh thiện, là những gì chúng ta biết về ngoại hình của ông. Ở tuổi 48, ông kết hôn với bà Mary Vazeille, cả hai đều không hạnh phúc và không có con, bà rời bỏ ông sau mười lăm năm chung sống. John Wesley từ trần trong an bình sau một cơn bạo bệnh. Câu nói sau cùng của ông trước khi lâm chung, "Không có gì quý bằng Thiên Chúa ở cùng chúng ta."